# Hubert Waelrant
Hubert Waelrant (Tongerloo, Bèlgica, vers l'any 1517 - Anvers, 19 de novembre de 1595) compositor i teòric belga.
Deixeble de Willaert, a Venècia, el 1547 s'establí a Anvers, on fundà una escola de música, en la qual ensenyava, en lloc de la solmització pels hexacords (escala de sis sons), un sistema de set síl·labes, una per a cada nota, llavors conegut pel nom de voce-disació, i què, quant a les vocals, corresponia a la nomenclatura de l'escala actual.
Fundà una casa per l'edició de la música en companyia de Laet; hi publicà la majoria de les seves obres, entre les quals cal mencionar:
- sis llibres de motets, a 5 i 6 veus (1554-56);
- un altre de motets a 5 veus, que fou confiscat per la Inquisició com a sospitós d'heretgia (1558);
- dos més a 4 veus;
- Jardí musical, cançons a 3 veus, i un altre de cançons a 4 veus, amb el mateix títol (1568).

En totes les antologies de l'època, especialment en la titulada Symphonia angelica (1565), s'hi troben composicions de Waelrant així com de compositors coetanis d'ell com l'italià Hippolito Sabino.